# 크리스 코넬
크리스토퍼 존 "크리스" 코넬(영어: Christopher John "Chris" Cornell, 1964년 7월 20일 ~ 2017년 5월 18일)은 미국의 기타리스트이자 싱어송라이터이다. 1984년과 1997년까지 2010년부터 2017년까지 사운드가든에서, 2001년부터 2007년까지 오디오슬레이브의 멤버로 활동하였으며, 솔로로도 활동하였다.
2017년 5월 18일 디트로이트에서 사망하였다. 끈에 목이 감긴 채로 욕실 바닥에서 발견되었으며, 자살한 것으로 판명되었다.

## 음반 목록
- 《Euphoria Morning》(1999년)
- 《Carry On》(2007년)
- 《Scream》(2009년)
- 《Songbook》(2011년)
- 《Higher Truth》(2015년)